# Brachymenium brevicarpum
Brachymenium brevicarpum är en bladmossart som beskrevs av Harumi Ochi och Heinar Streimann 1987. Brachymenium brevicarpum ingår i släktet Brachymenium och familjen Bryaceae. Inga underarter finns listade i Catalogue of Life.